# Chun Lee-kyung
Chun Lee-kyung (* 6. Januar 1976 in Okcheon, Chungcheongbuk-do) ist eine ehemalige Shorttrack-Läuferin aus Südkorea. Sie ist die zweiterfolgreichste Athletin bei Olympischen Winterspielen in der noch relativ neuen Disziplin Shorttrack, knapp hinter Wang Meng, die noch eine Silbermedaille mehr hat (bei den Männern hat Wiktor Ahn eine Bronzemedaille mehr).

## Karriere
Ihre erste Olympiateilnahme war 1992 in Albertville. Sie war damals 16 Jahre alt. Sie nahm am Lauf über 500 m teil und wurde dort Zwölfte. Bei den Olympischen Winterspielen 1994 in Lillehammer gewann sie Gold im Shorttrack über 1000 m und mit der 3000-m-Staffel. Den Lauf über 500 m beendete sie auf Platz 15. Vier Jahre später bei den Spielen in Nagano konnte sie beide Goldmedaillen verteidigen. Zudem holte sie die Bronzemedaille über 500 m.
Zwischen 1995 und 1997 gewann sie auch dreimal die Weltmeisterschaften.
Im Jahre 2021 wurde sie zur Direktorin der Korea Skating Union (KSU) gewählt.

## Laufbahn als Trainer
Von 2016 bis 2019 wurde sie Cheftrainerin der singapurischen Nationalmannschaft.

## Wirken als Kommentator
Bei den Olympischen Winterspielen 2002, 2006, 2010, 2014, 2018 arbeitete sie als Kommentator für den südkoreanischen Sender SBS und KBS.

## Ehrungen
- Medaille „Blue Dragon“ der Republik Korea.